# Pé quadrado
Pé quadrado (em inglês square foot) é uma medida de área usada de maneira comum nos Estados Unidos e no Reino Unido, equivalente a um quadrado de um pé de lado.

## Equivalências
- Un bloque 12 polegadas x 12 polegadas. 12 pulgadas são iguais a 1 pé.
- 144 polegadas quadradas (12" x 12").
- 0,11111111111111 jardas quadradas
- 0,0036330608537693 rods quadrados
- 0,000091827364554636 roods
- 929,0304 centímetros quadrados (9,290304 decímetros quadrados).

## Outros "pés quadrados"
Antes da mudança ao sistema métrico, o pé quadrado estava em uso ao longo de Europa, como parte do sistema imperial de medidas, que mostrou a variação local consideravelmente. Alguns exemplos são:
O pé quadrado Bávaro = 0,0864751 m²
O pé quadrado Prussiano = 0,098504 m²
O pé quadrado Vienense = 0,99921 m²
O pé quadrado Parisiense = 0,105521 m²